# Степовий Крим

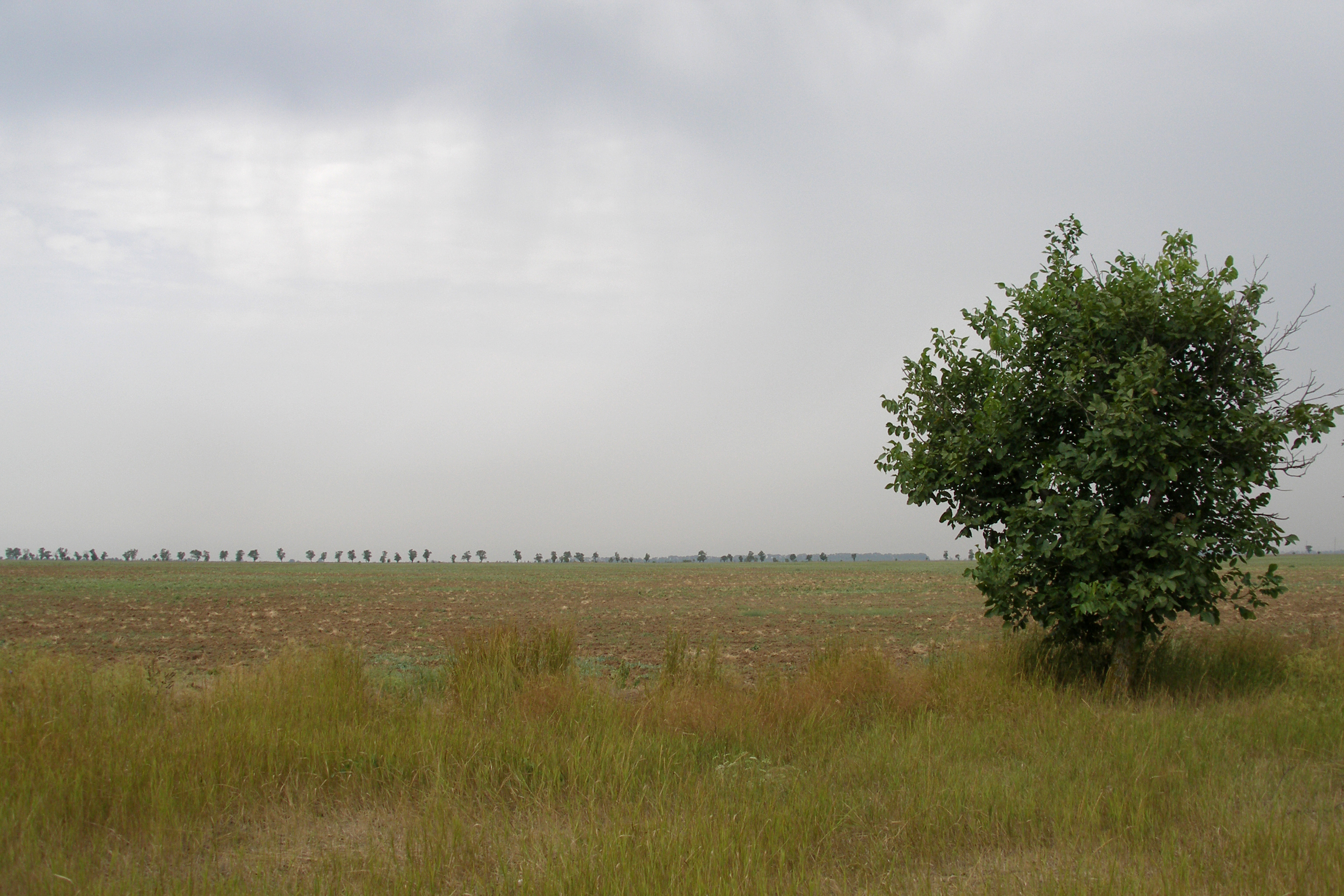
Степовий Крим

Степови́й Крим — фізико-географічна країна, розташована в Східній Європі, в північній частині Кримського півострова, займаючи близько двох його третин. Межує на півночі з Причорноморською низовиною, Каркінітською затокою і затокою Сиваш, з півдня — з Кримськими горами, із заходу — з Чорним морем, зі сходу — з затокою Сиваш і Керченським півостровом.

## Геологічна будова
Степовий Крим є плоскою рівниною, пов'язаною із епігерцинською Скіфською платформою. Поверхня сформована морськими неогеновими і континентальними четвертинними відкладеннями.
Складається з Північно-Кримської низовини та Центрально-Кримської рівнини, а також Тарханкутської височини, що відрізняється полого-хвилястим рельєфом і береговими обривами висотою до 50 м.

## Клімат
Клімат Степового Криму помірно континентальний з тривалим і спекотним літом і короткою м'якою зимою. Такі кліматичні умови пов'язані з тим, що для повітряних мас, що переміщуються на територію Степового Криму, практично немає ніяких перешкод. Як наслідок, відбувається приплив як повітряних мас з Атлантичного океану, так і арктичного та тропічного повітря з півночі й півдня. Баланс вологи в степовому Криму є негативним, супроводжуючись великою нестійкістю зволоження. Це тягне за собою такі кліматичні явища, як посухи і суховії, що може завдавати істотної шкоди садам і виноградникам, викликати загибель зернових і баштанних культур, поширених на території цієї країни, а також обміління і пересихання коротких річок.

## Рослинність
На темно-каштанових, іноді солонцюватих, і чорноземних ґрунтах, не розораних під сільськогосподарські культури, простягаються типчаково-ковилові і полиново-злакові степи.
Типовими для Степового Криму рослинами є різні види ковили, типчак, житняк, степовий тонконіг, а також інші багаторічні дернові злаки. Навесні цвітуть тюльпани, іриси, веснянка, гусяча цибуля та інші ефемери і ефемероїди.

## Тваринний світ
Відсутність природних укриттів зумовила проживання на території Степового Криму великої кількості землерийних тварин. Це малий ховрашок, великий тушканчик, світлий тхір, сліпушок, хом'яки, різні мишоподібні гризуни (полівки, степові пеструхи тощо). Також поширені заєць-русак, полози, вужі, степова гадюка, дрохви, журавлі, сіра куріпка, жайворонки, звичайний перепел, степові орли, степові луні.